# Carreña
Carreña  ist eine Parroquia in der nordspanischen Gemeinde Cabrales der autonomen Region Asturien.

## Geographie
Der Ort hat eine Gesamtfläche von 19,95 km² und zählte im Jahr 2011 412 Einwohner. Carreña liegt im Nationalpark Picos de Europa in einer Höhe von 189 m über dem Meeresspiegel und ist der Hauptort der Gemeinde (consejo) Cabrales. Carreña liegt 106 km von der Provinzhauptstadt Oviedo entfernt am Río Cares.

## Weiler und Dörfer
- Asiego – 103 Einwohner (2014) 43° 19′ 31″ N, 4° 51′ 47″ W
- Carreña – 293 Einwohner (2014) 43° 19′ 0″ N, 4° 50′ 46″ W
- Pandellana – unbewohnt 2011

## Klima
Die Sommermonate sind angenehm mild, aber auch regnerisch. Die Wintermonate sind ebenfalls mild und nur in den Hochlagen streng.

## Wirtschaft
Die Einwohner von Asiego und Carreña lebten bis in die Mitte des 20. Jahrhunderts hauptsächlich als Selbstversorger von den Erträgen ihrer Felder und Gärten und von der Viehzucht. Heute spielt der Tourismus eine nicht unbedeutende Rolle im Wirtschaftsleben des Ortes. Wichtigstes und überregional bekanntes Produkt ist der Cabrales, ein Blauschimmel-Mischkäse aus Kuh-, Schafs- und Ziegenmilch.

## Sehenswürdigkeiten
- Iglesia de San Miguel in Asiego
- Iglesia de San Andrés in Carreña

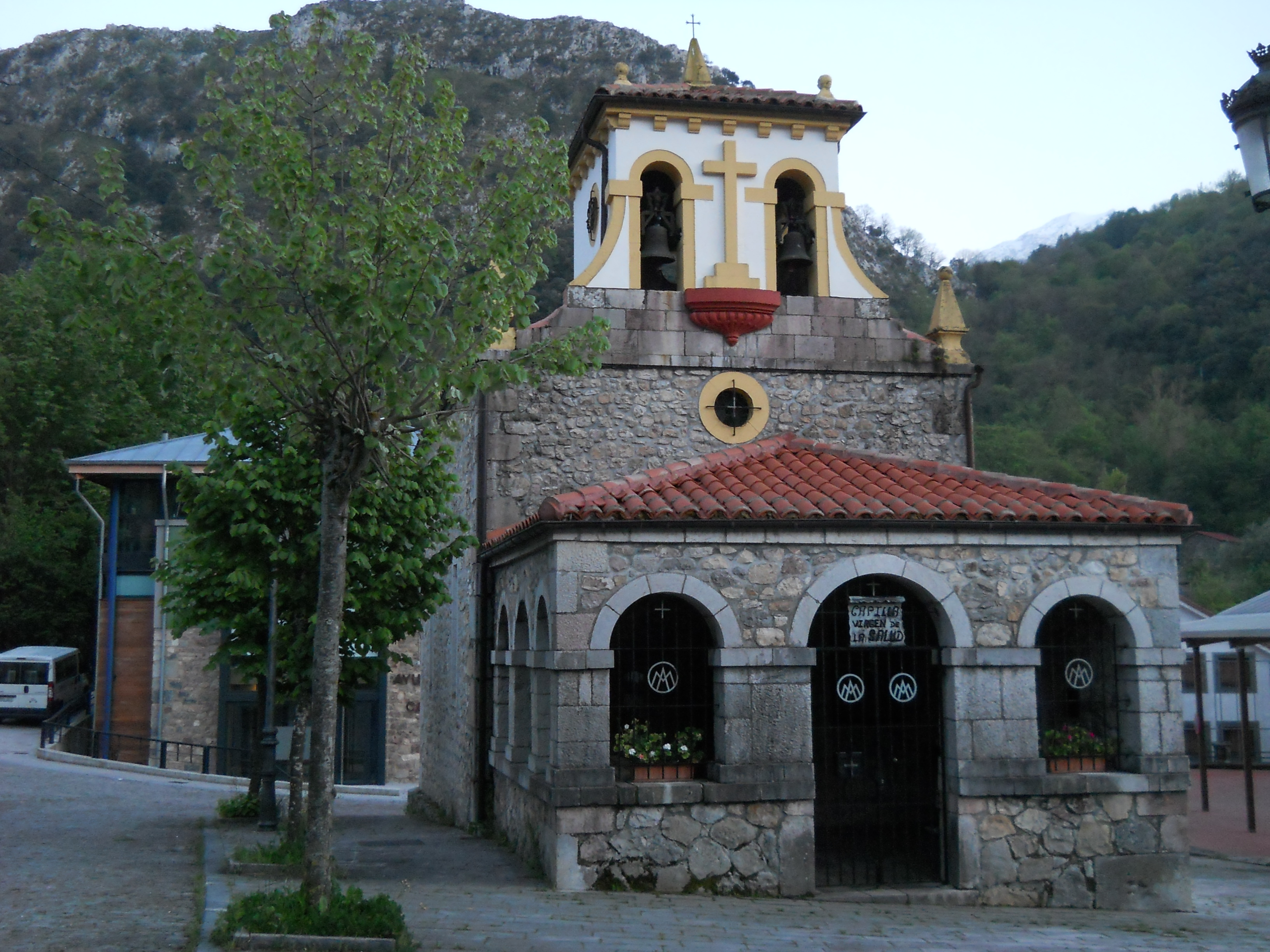
Capilla de la Vírgen de la Salud

- Capilla de la Vírgen de la Salud in Carreña
- Puente Conceyu in Carreña